# Zhuj Selmani
Zhuj Selmani, född 1844 i Koshtuna i osmanska riket, död 1875, var en albansk frihetskämpe och medlem i Prizrenligan.[källa behövs]
Zhuj Selmani föddes i byn Koshtuna, nära Peja i dåvarande osmanska riket, nuvarande Kosovo.[källa behövs] Han var son till Selman Muçë Zymeraj.[källa behövs] Selmani tillhörde Lucëgjekaj klanen som i sin tur tillhörde Kelmendistammen.